# Vịnh Subic
Vịnh Subic (trong quá khứ còn được viết là Subig) là một vịnh thuộc Biển Đông, nằm về phía tây tỉnh Zambales của Philippines và cách cửa vịnh Manila 55 kilômét về phía tây bắc.

## Địa lý
Vịnh Subic ăn sâu vào đường bờ phía tây nam đảo Luzon của Philippines theo trục bắc-nam khoảng 8 hải lý (15 km) và có chiều rộng khoảng 3,5 hải lý (6,5 km). Về phía biển, vịnh được giới hạn bởi mũi Sampaloc và mũi Mayagao cách nhau gần 6 hải lý (11 km) theo trục bắc đông bắc-nam tây nam. Đường bờ biển phía tây của vịnh tương đối thẳng, định hình rõ với địa hình cao ở phía sau trong khi đường bờ phía đông thì thấp và rậm rạp cây cối. Độ sâu của vịnh giảm dần từ 60 m (cửa vịnh) đến 13,7 m (gần đầu vịnh). Từ tháng 10 đến tháng 4, vịnh chịu ảnh hưởng của gió mùa đông bắc với tốc độ gió trong ngày từ 7,7 đến 10,3 m/s. Đảo Grande chia đường vào vịnh thành hai luồng riêng biệt, trong đó chỉ có luồng phía tây đảo là dành cho tàu thuyền lưu thông.

## Lịch sử
Trong quá khứ, Tây Ban Nha lập căn cứ đồn trú tại vịnh Subic từ nửa sau thập niên 1860. Từ năm 1901 đến năm 1902, Hoa Kỳ duy trì Căn cứ Hải quân Vịnh Subic tại đây. Sau khi trải qua những trận chiến trong Chiến tranh thế giới thứ hai giữa lực lượng Đồng Minh với quân đội Đế quốc Nhật Bản, căn cứ này tiếp tục đóng vai trò trọng yếu cho các chiến dịch quân sự của Hoa Kỳ tại Thái Bình Dương trong Chiến tranh Triều Tiên và Chiến tranh Việt Nam cũng như làm đối trọng với lực lượng Liên Xô tại vịnh Cam Ranh của Việt Nam. Năm 1992, Philippines đóng cửa căn cứ Subic và phát triển Khu Cảng tự do Vịnh Subic tại khu vực này.

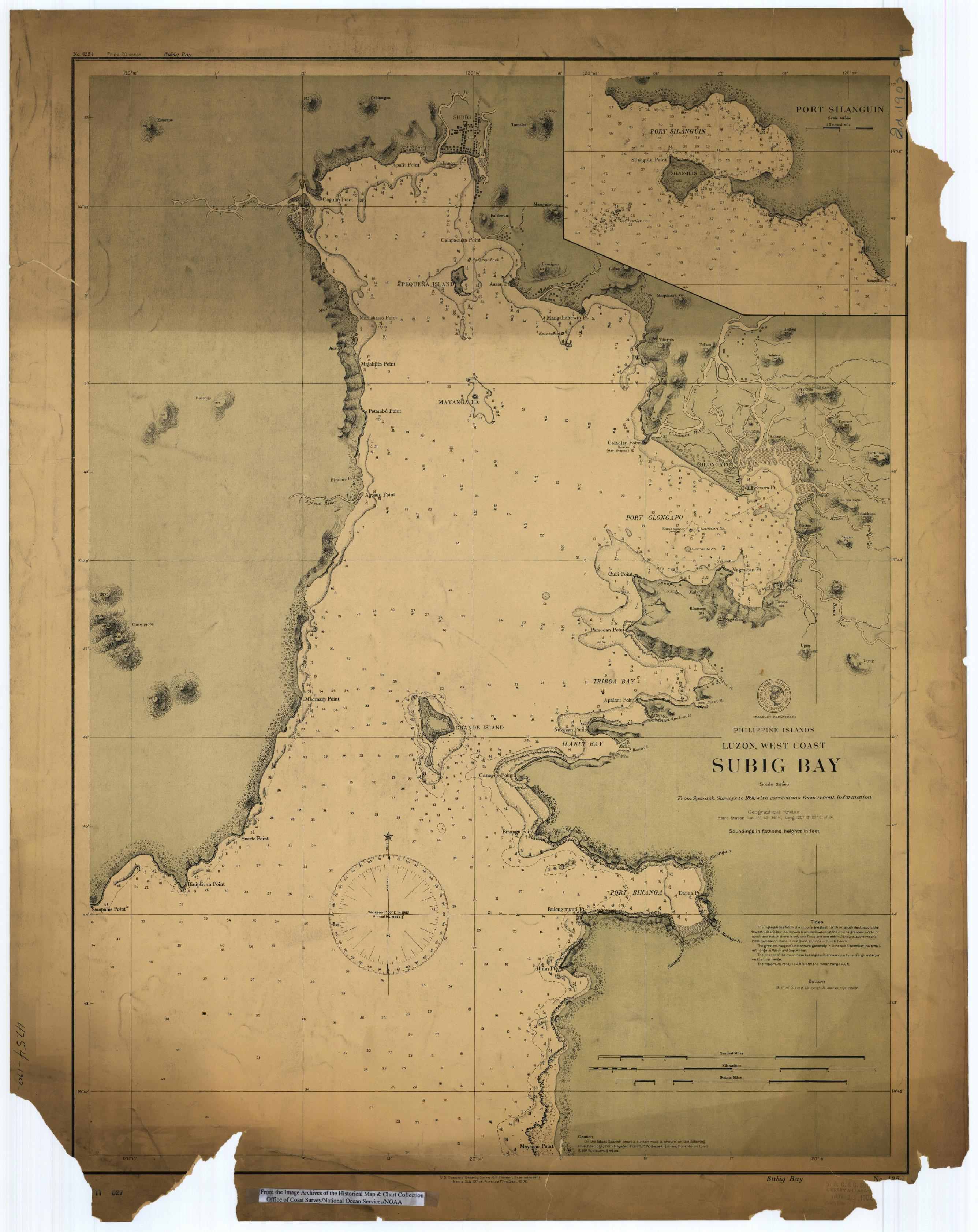
Hải đồ vịnh Subic (1902)